# Gozdów (gromada)
Gozdów – dawna gromada, czyli najmniejsza jednostka podziału terytorialnego Polskiej Rzeczypospolitej Ludowej w latach 1954–1972.
Gromady, z gromadzkimi radami narodowymi (GRN) jako organami władzy najniższego stopnia na wsi, funkcjonowały od reformy reorganizującej administrację wiejską przeprowadzonej jesienią 1954 do momentu ich zniesienia z dniem 1 stycznia 1973, tym samym wypierając organizację gminną w latach 1954–1972.
Gromadę Gozdów z siedzibą GRN w Gozdowie utworzono – jako jedną z 8759 gromad na obszarze Polski – w powiecie hrubieszowskim w woj. lubelskim na mocy uchwały nr 8 WRN w Lublinie z dnia 5 października 1954. W skład jednostki weszły obszary dotychczasowych gromad Gozdów, Alojzów i Podhorce ze zniesionej gminy Werbkowice oraz obszary dotychczasowych gromad Wolica i Brodzica ze zniesionej gminy Mieniany w tymże powiecie. Dla gromady ustalono 21 członków gromadzkiej rady narodowej.
1 stycznia 1969 gromadę zniesiono, włączając jej obszar do gromad Czerniczyn (wsie Wolica i Brodzica) i Werbkowice (wsie Podhorce i Alojzów) w tymże powiecie.